# 社会民主党を離党した国会議員一覧
社会民主党を離党したまたは除名された経験がある国会議員および元国会議員の一覧。なお、国会議員引退後に離党した者や、離党後に復党した者、国会議員初当選前の地方議員・一般党員時代に離党した者も含まれている。

## あ行
- 赤松広隆
- 秋葉忠利
- 朝日俊弘
- 阿部知子
- 池田隆一
- 池端清一
- 石川大我
- 市來伴子
- 伊藤基隆
- 井上一成
- 岩田順介
- 上原康助
- 大畠章宏
- 大渕絹子
- 大脇雅子
- 岡崎トミ子

## か行
- 萱野茂
- 川橋幸子
- 久保亘
- 桑原功
- 輿石東
- 五島正規
- 小林守
- 小室寿明

## さ行
- 斎藤勁
- 坂上富男
- 佐々木隆博
- 佐々木秀典
- 佐藤観樹
- 佐藤泰介
- 菅野久光

## た行
- 田口健二
- 竹村泰子
- 田嶋陽子
- 田中昭一
- 田邊誠
- 千葉景子
- 辻一彦
- 辻元清美
- 角田義一
- 東門美津子

## な行
- 永井哲男

## は行
- 鉢呂吉雄
- 浜田健一
- 早川勝
- 日野市朗
- 藤井俊男
- 藤田一枝
- 保坂展人
- 細川律夫

## ま行
- 松本龍
- 皆吉稲生
- 峰崎直樹
- 森井忠良

## や行
- 山下八洲夫
- 山登志浩
- 山本正和
- 山元勉
- 横光克彦
- 吉川元
- 吉田忠智

## わ行
- 渡辺嘉蔵
- 藁科満治